# Philippe Vorbe
Philippe Vorbe (ur. 14 września 1947 w Port-au-Prince) – haitański piłkarz grający na pozycji pomocnika.

## Kariera klubowa
Podczas kariery piłkarskiej Philippe Vorbe grał w Violette AC.

## Kariera reprezentacyjna
W reprezentacji Haiti Philippe Vorbe grał w pod koniec lat sześćdziesiątych i w latach siedemdziesiątych. Podczas Mistrzostw Świata 1974 w RFN Philippe Vorbe zagrał we wszystkich trzech meczach z reprezentacją Włoch, reprezentacją Polski i reprezentacją Argentyny. W meczu z Włoch zaliczył asystę przy bramce Emmanuela Sanona. Wcześniej uczestniczył w wygranych eliminacji tej imprezy, co było równoznaczne wygraniem Mistrzostw strefy CONCACAF 1973.
Philippe Vorbe grał w eliminacjach do Mundialu w Meksyku oraz w eliminacjach do Mundialu 1978 w Argentynie, jednakże reprezentacja Haiti przegrała rywalizacje o awans z Salwadorem w 1970 oraz z Meksykiem w 1978. Drugie miejsce w eliminacjach oznaczało wicemistrzostwo strefy CONCACAF 1977.